# Anne Stafford, condesa de Huntingdon
Anne Hastings, condesa de Huntingdon (nacida Lady Anne Stafford) (c. 1483–1544) fue la hija de Henry Stafford, II duque de Buckingham, y Lady Catalina Woodville. Estuvo casada con Sir Walter Herbert y George Hastings, I conde de Huntingdon. Sirvió en casa de la hija del rey Enrique VIII, María Tudor.

## Familia
Nació aproximadamente en 1483, siendo hija de Henry Stafford, II duque de Buckingham, y Lady Catalina Woodville.
Catalina era hermana de Isabel Woodville, consorte de Eduardo IV. Por tanto, Anne era tía de la reina Isabel de York.
Anne Stafford tuvo tres hermanos: Edward, III duque de Buckingham; Henry, I conde de Wiltshire y Elizabeth, condesa de Sussex.
En 1483, Ricardo III ejecutó a Henry Stafford por traición. Tras la ascensión de los Tudor poco después, la madre de Anne volvió a casarse con Jasper Tudor, tío de Enrique VII. En 1503, Anne se casó con Sir Walter Herbert.[cita requerida]
Cuándo Herbert murió en 1507, Anne dio control de su patrimonio, incluyendo el castillo de Raglan, Gales, a su hermano Edward. Este acogió a su hermana en su hogar, en Thornbury, hasta 1509, cuando Anne fue desposada por George Hastings.
En 1510, Anne fue sospechosa de un escándalo sexual. El hermano de Anne oyó de la presunta relación de esta con William Compton. La sospecha se acrecentó cuando el marido de Anne descubrió al presunto amante en el dormitorio de su esposa. Para demostrar su inocencia, fue obligada a tomar el sacramento. Tras esto, Anne fue enviada un tiempo a vivir a un convento, aunque bien pudo deberse a una relación que pudo mantener con el rey Enrique VIII entre 1510 y 1513 y no a las sospechas sobre Compton. Nunca se probó la relación entre Anne y Compton, aunque la incluyó en su testamento en 1523.
A pesar de los escándalos, Anne y Hastings parecieron tener una relación conyugal plena. Tal es así que se considera una carta de Hastings a su esposa en 1525 como una de las "más afectuosas y encantadoras cartas del periodo".

## Matrimonios e hijos
En 1503, Anne Stafford se casó con Sir Walter Herbert (m. 16 de septiembre de 1507), hijo ilegítimo de William Herbert, I conde de Pembroke. El matrimonio no tuvo hijos.
En diciembre de 1509, volvió a casarse con George Hastings, I conde de Huntingdon. Tuvieron cinco hijos y tres hijas:
- Francis Hastings, II conde de Huntingdon (1514 - 25 de enero de 1569). Padre de Henry Hastings, III conde de Huntingdon y George Hastings, IV conde de Huntingdon.[9]
- Sir Thomas Hastings. Casado con Winifred Pole, hija de Henry Pole, barón Montagu y Jane Neville, hija de George Neville, V barón Bergavenny.[10]
- Edward Hastings, I barón Hastings de Loughborough.
- Henry Hastings.
- William Hastings.
- Dorothy Hastings, esposa de Richard Devereux, un hijo de Walter Devereux, I vizconde Hereford. Madre de Walter Devereux, conde de Essex.[11]
- Mary Hastings, esposa de Thomas Berkeley, VI barón Berkeley.[12]
- Lady Katherine Hastings.

## Anne Stafford en la ficción
- Anne es la protagonista de la novela de Kate Emerson At the King's Pleasure.[13]
- En dos episodios de la serie de Showtime, Los Tudor, Anne es interpretada por Anna Brewster. Se la presenta como hija del III duque de Bukingham, en vez de su hermana. Tampoco mantiene una relación extramarital con Enrique VIII, sino con Charles Brandon. En la serie fallece por las mismas fiebres que William Compton.
- Anne es un personaje de la novela de Philippa Gregory, La Princesa constante.